# Thoires
Thoires település Franciaországban, Côte-d’Or megyében. Lakosainak száma 58 fő (2022. január 1.). Thoires Riel-les-Eaux, Belan-sur-Ource, Bissey-la-Côte és Brion-sur-Ource községekkel határos.

## Népesség
A település népessége az elmúlt években az alábbi módon változott:
| Lakosok száma | 58   | 65   | 58   | 82   | 64   | 62   | 64   | 65   | 65   | 58   |
|               | 1968 | 1982 | 1990 | 2006 | 2013 | 2015 | 2017 | 2019 | 2020 | 2022 |